# Gloria Ramirez
Pour les articles homonymes, voir Ramirez.
Gloria Ramirez  (née le 11 janvier 1963, morte le 19 février 1994), était une habitante d'origine mexicaine de Riverside en Californie ; elle est surnommée « la femme toxique » par les médias, après que plusieurs travailleurs de l'hôpital de Riverside sont tombés malades en raison de leur exposition à son corps et son sang. Gloria Ramirez était femme au foyer, mère de deux enfants ; elle participait bénévolement à des activités dans une école primaire.
Son cas médical fut à l'origine d'épisodes de diverses émissions, telles que X-Files, Grey's Anatomy, Weird Or What ?, Law And Order ou encore de The New Detectives(émission de Investigation Dicovery, chaine du groupe Discovery Communication Inc), ainsi qu'un segment du film d'animation Memories.
En 2024, au Québec, le télé-série « STAT » qui suit le quotidien du personnel médical de l'hôpital St-Vincent, mettra également une histoire semblable à l’honneur.

## Visite aux urgences
Le 19 février 1994, aux alentours de 20 h 15, Gloria Ramirez, qui souffre des symptômes d'un cancer du col utérin avancé est emmenée aux urgences de Riverside. Elle présente alors des signes de tachycardie et de respiration de Cheyne-Stokes.
Le personnel médical lui administra donc des sédatifs tels que du Diazépam, du Midazolam et du Lorazépam. Quand il devint clair que Ramirez réagissait mal au traitement, l'équipe médicale tenta une défibrillation. À ce point de l'intervention, plusieurs membres de l'équipe remarquèrent un éclat huileux, ainsi qu'une odeur fruitée, proche de celle de l'ail, qu'ils pensaient provenir de sa bouche. Une infirmière nommée Susan Kane remarqua une odeur ammoniaquée en réalisant une ponction veineuse. Elle donna la seringue à Julie Gorchynski, une interne de l'hôpital, qui remarqua des particules de couleur marron flottant dans le sang. C'est alors que Susan Kane s'évanouit et fut évacuée de la salle. Peu après, ce fut au tour de Gorchynski de se sentir nauséeuse. Se déclarant étourdie, elle quitta la salle et s'assit au bureau d'une infirmière. Quand un membre de l’équipe de l'hôpital lui demanda si elle allait bien, elle s'évanouit avant de pouvoir répondre. Maureen Welsh, une thérapeute respiratoire fut la troisième personne à s'évanouir. L'ordre fut alors donné au personnel médical d'évacuer les patients des urgences sur le parking, en dehors de l'hôpital. Seule une petite équipe resta en retrait, dans l'espoir de stabiliser l'état de Ramirez, qui décédera finalement à 20h50 après 45 minutes de massage cardiaque et de défibrillation. Ramirez a été déclarée morte d'un dysfonctionnement rénal provoqué par son cancer.

## Enquête
Le conseil de la santé contacta le département californien de la santé, qui mit deux scientifiques sur l'enquête : le Docteur Maria Osorio et Kirsten Waller, qui questionnèrent 34 membres de l'hôpital ayant travaillé aux urgences le 19 février. En utilisant un questionnaire standardisé, Osorio et Waller  découvrirent que les gens qui avaient développé de graves symptômes tels que la perte de conscience, des troubles respiratoires, ou encore des spasmes musculaires avaient quelques points en commun. Les gens ayant travaillé à moins d'un mètre de Ramirez et manipulé ses intraveineuses ont été exposés au plus grand danger. D'autres facteurs liés à des symptômes graves, ne semblaient pas correspondre à un scénario lors duquel des vapeurs avaient été libérées. L'étude a montré que les victimes tendaient plus à être des femmes, et toutes les victimes avaient des prises de sang normales après l'exposition.

## Théories

### Le rôle possible du diméthylsulfoxyde
Gorchynski a nié avoir été affectée par une hystérie collective, en évoquant comme preuve son expérience médicale. Après l'exposition, elle a passé deux semaines en soins intensifs en raison de problèmes respiratoires, et a développé une hépatite ainsi qu'une nécrose vasculaire au niveau de ses genoux. Voulant laver leurs noms et gagner leur procès contre l'hôpital, elle et Kane contactèrent le Laboratoire national de Lawrence Livermore.
Le laboratoire Livermore a émis l'hypothèse que Ramirez utilisait du diméthylsulfoxyde (DMSO), un solvant utilisé comme un puissant dégraissant et comme remède maison contre la douleur[réf. nécessaire]. Les utilisateurs de cette substance rapportent qu'elle possède un goût d'ail, et est vendue sous forme de gel, expliquant ainsi l'aspect graisseux du corps de Ramirez,. Les scientifiques du laboratoire ont supposé que le DMSO s'était accumulé dans le corps de Ramirez en raison du blocage urinaire provoqué par des dysfonctionnements rénaux. L'oxygène administré à l'hôpital aurait réagi au DMSO, le transformant en diméthylsulfone (DMSO2). Le DMSO2 a la particularité de se cristalliser à température ambiante ; effectivement, on a retrouvé des cristaux dans le sang séché de Ramirez. Les chocs électriques de la défibrillation ont transformé le DMSO2 en sulfate de diméthyle (DMSO4), un gaz extrêmement toxique, ayant dû provoquer les symptômes du personnel médical qui y a été exposé.

### Conclusion finale et enterrement
Deux mois après le décès de Ramirez, son corps très décomposé fut mis à disposition pour une autopsie indépendante avant son enterrement. Le département de la médecine légale a accepté l'hypothèse du DMSO en tant que raison probable des symptômes observés sur le personnel médical malgré le désaccord de la famille Ramirez. En revanche, le médecin des Ramirez fut incapable d'énoncer une alternative expliquant la mort en raison de l'absence du cœur, de la contamination des autres organes par la matière fécale résiduelle outre l'état de décomposition avancée du corps. Dix semaines après son décès, Ramirez fut enterrée dans une tombe anonyme, au parc mémorial Olivewood, à Riverside.

### Statut technique de l'analyse légale
La possible explication chimique par Patrick M. Grant de l'institut de médecine légale de Livermore commence à apparaître dans des livres basiques de médecine légale. Les auteurs Houck et Siegel s'accordent à reconnaitre que, même si cette théorie comporte quelques points faibles, il s'agit de l'explication scientifique la plus crédible à ce jour, car aucune alternative capable d'expliquer l'étrange cas de Gloria Ramirez n'a pu être formulée. Toutes les hypothèses de Grant ainsi que ses conclusions à propos de cet incident ont été évaluées par des spécialistes de la médecine légale, de la chimie, et de la toxicologie, et publié dans Forensic science International,. Le premier article était très technique et détaillé. Il présentait deux réactions chimiques possibles capables de former le sulfate de diméthyle à partir du sulfoxyde de diméthyle et diméthylsulfone. Le second article donnait des détails supplémentaires soutenant le scénario chimique, ainsi qu'un aperçu de la sociologie et des intérêts particuliers propres au cas Ramirez. Un article proposait la production de chloramine, un gaz toxique, dû au mélange de soude et d'urine dans un évier à proximité. Cette hypothèse, qui fut la première proposée par les enquêteurs, n'a apparemment jamais été considérée comme correcte.

## Source de la traduction
- (en) Cet article est partiellement ou en totalité issu de l’article de Wikipédia en anglais intitulé « Gloria Ramirez » (voir la liste des auteurs).